# Lena Brogren
Lena Brogren (født Ulla-Britt Brogren; 18. april 1929 i Västerås, død 21. september 2005 i Göteborg) var en svensk skuespillerinde. Hun er blandt andet kendt for rollen som Frøken Lisen i miniserien Den gode vilje (1992).
Brogren kom til Göteborgs stadsteater i slutningen af 1950'erne og blev hurtigt et af de store navne på teatret. Hun filmdebuterede i 1949, hvor hun nåede at medvirke i over 35 produktioner.
Lena Brogren ligger begravet på Östra kyrkogården i Göteborg.

## Udvalgt filmografi
- Hvor er min kone? (1949, ukrediteret)
- Mens kvinder venter (1952, ukrediteret)
- Lille Fridolf blir morfar (1957)
- Bröderna Malm (tv-serie, 1972)
- Om 7 flickor (1973)
- Lära för livet (tv-serie, 1977)
- Hedebyborna (tv-serie, 1978-1982)
- Albert & Herbert (tv-serie, 1979)
- Ene hane i kurven (1981)
- Operation Leo (1981)
- Rasmus på farten (1981)
- Den gode vilje (1992)
- Jacobs frestelse (2001)
- Kommissarie Winter (tv-serie, 2004)
- Saltön (tv-serie, 2005)